# Dmitrij Koczkin
Dmitrij Stiepanowicz Koczkin (ros. Дмитрий Степанович Кочкин, ur. 25 kwietnia 1934 w Kirowie) – radziecki dwuboista klasyczny, srebrny medalista mistrzostw świata.

## Kariera
Pierwszą dużą imprezą w karierze Koczkina były mistrzostwa świata w Lahti w 1958 roku. Zajął tam osiemnaste miejsce na skoczni oraz 32. miejsce na trasie biegu, co w efekcie dało mu 23. pozycję. Lepiej zaprezentował się dwa lata później, podczas igrzysk olimpijskich w Squaw Valley, gdzie rywalizację w kombinacji ukończył na piątym miejscu. W zawodach olimpijskich zajął drugie miejsce na skoczni, jednak w biegu był jedenasty i nie zdołał obronić miejsca na podium. Największy sukces w swojej karierze osiągnął na mistrzostwach świata w Zakopanem w 1962 roku, gdzie wywalczył srebrny medal. Po skokach był trzeci, a w biegu uzyskał dziesiąty czas, co jednak wystarczyło do awansu na drugą pozycję. Koczkin przegrał tylko z Arne Larsenem z Norwegii, trzecie miejsce przypadło kolejnemu Norwegowi – Ole Henrikowi Fageråsowi.

## Osiągnięcia

### Igrzyska olimpijskie
| Miejsce | Dzień     | Rok  | Miejscowość  | Konkurencja              | Wynik zwycięzcy | Strata      | Zwycięzca   |
| ------- | --------- | ---- | ------------ | ------------------------ | --------------- | ----------- | ----------- |
| 5.      | 22 lutego | 1960 | Squaw Valley | Indywidualnie K-80/15 km | 457,952 pkt     | -10,258 pkt | Georg Thoma |

### Mistrzostwa świata
| Miejsce | Dzień     | Rok  | Miejscowość | Konkurencja              | Wynik zwycięzcy | Strata      | Zwycięzca      |
| ------- | --------- | ---- | ----------- | ------------------------ | --------------- | ----------- | -------------- |
| 23.     | 3 marca   | 1958 | Lahti       | Indywidualnie K-90/15 km | 448,500 pkt     | -28,069 pkt | Paavo Korhonen |
| 2.      | 20 lutego | 1962 | Zakopane    | Indywidualnie K-90/15 km | 454,33 pkt      | -5,56 pkt   | Arne Larsen    |